# Roland Vögtli

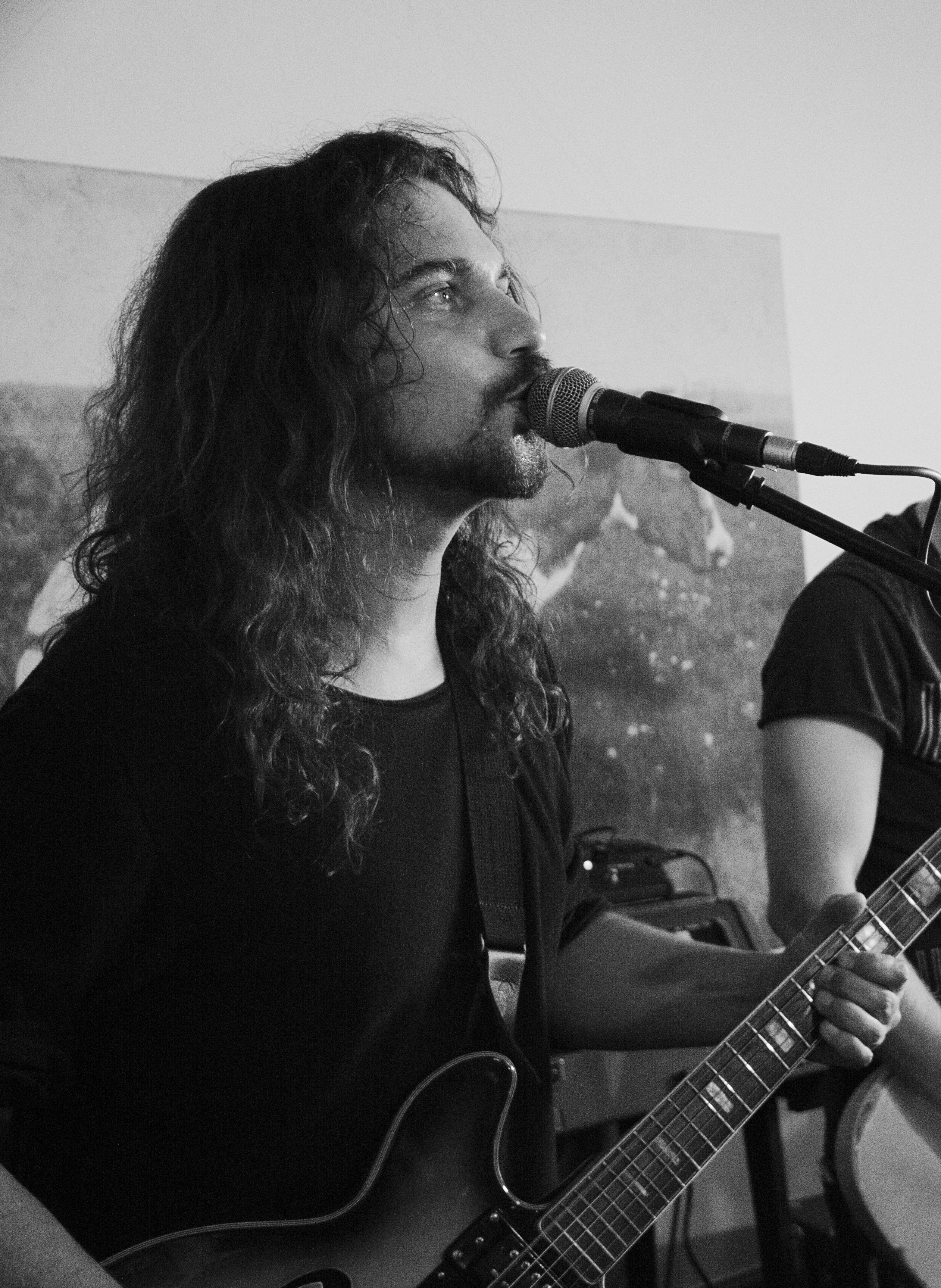

Roland Vögtli (* 25. Juli 1982 in Scuol) ist ein Schweizer Liedermacher und Journalist aus dem Unterengadin.
Vögtli war Mitglied der mittlerweile aufgelösten Rockband Andarojo und gründete nach ihrer Auflösung die Band Nau. Als Solokünstler tritt er unter dem Namen Cha da fö auf – dies bedeutet in seiner Muttersprache Vallader Küche.
Zusammen mit Maria de Val bildet Roland unter dem Namen Roland Scandella das Duo «Me + Marie», das eine Mischung aus Grunge-Pop und Italo-Western-Musik spielt.
Bei Radiotelevisiun Svizra Rumantscha (RTR) ist Vögtli Musikredaktor.